# أن-غو
أن-غو (باليابانية: アンゴ، بالروماجي: Ango) هو مسلسل أنمي تلفزيوني من إخراج سيجي ميزوشيما ومن تأليف شو ايكاوا، ومن إنتاج استوديو بونز، عرض الأنمي على تلفزيون فوجي في فقرة نويتامينا، منذ 13 أكتوبر عام 2011 واستمر عرضه حتى 22 ديسمبر عام 2011، وتكون من 11 حلقة. الأنمي مقتبس من رواية (باليابانية: 明治開化 安吾捕物帖، بالروماجي: Meiji Kaika Ango Torimono-chō) من تأليف آنغو ساكاغوتشي. تم إنتاج فيلم تحت اسم آن-غو الحلقة 0: فصل إنغا (باليابانية: アンゴ 因果論، بالروماجي: Ango Inga-ron)، عرض في 19 نوفمبر عام 2011.

## القصة
تدور أحداث القصة في المستقبل في اليابان بعد حرب وهجمات إرهابية متعددة، تحل فترة من السلام، والحكومة اليابانية تنتقل إلى استخدام قانون الخصوصية وحماية المعلومات من أجل إيقاف الإرهاب ضد البلاد. يعطي القانون لشركة رينروكو كايشو التكنولوجية الحق في سيطرة على الشبكة والمراقبة والحصول على بيانات من أي جهاز متصل بالشبكة في البلاد، والتي يفترض أن يستخدمها لمحاربة جميع أنواع الجريمة. وتتابع القصة حياة المحقق يوكي شينجيرو الملقب بالمحقق المهزوم وشريكته إينغا، الذان يظهران في مسرح الجريمة ويحلان الجرائم.

## الشخصيات
يوكي شينجيرو (باليابانية: 結城 新十郎، بالروماجي: Yūki Shinjūrō)
أداء صوتي: ريو كاتسوجي
إينغا (باليابانية: Inga، بالروماجي: 因果)
أداء صوتي: أكي تويوساكي
رينروكو كايشو (باليابانية: 海勝 麟六، بالروماجي: Kaishō Rinroku)
أداء صوتي: شينيتشيرو ميكي
ري كايشو (باليابانية: 海勝 梨江، بالروماجي: Kaishō Rie)
أداء صوتي: نوزومي ياماموتو
إيزومي كوياما (باليابانية: 虎山 泉، بالروماجي: Koyama Izumi)
أداء صوتي: تاكاكو هوندا
كازاموري سايا (باليابانية: 佐々 風守، بالروماجي: Sasa Kazamori)
أداء صوتي: ماريكا ماتسوموتو
سيغين هايامي (باليابانية: 速水 星玄، بالروماجي: Hayami Seigen)
أداء صوتي: ميو إيرينو

## وصلات خارجية
- الموقع الرسمي
- آن غو على موقع نويتامينا باللغة الإنجليزية
- أن-غو على موقع ANN anime (الإنجليزية)